# Стрепасесе (Алесандрија)
Стрепасесе је насеље у Италији у округу Алесандрија, региону Пијемонт.
Према процени из 2011. у насељу је живело 12 становника. Насеље се налази на надморској висини од 432 м.